# Тименчик, Роман Давидович
Рома́н Дави́дович Тиме́нчик (Роман Давыдович Тименчик; латыш. Romāns Timenčiks, ивр. רומן טימנצ'יק‎, род. 3 декабря 1945, Рига) — советский и израильский литературовед, исследователь русской литературы начала XX века.

## Биография
Учился на филологическом факультете Латвийского университета. Участвовал в семинарах профессора Ю. М. Лотмана в Тартуском университете, принимал участие в Летней школе по вторичным моделирующим системам. Окончив университет в 1967 году, работал заведующим литературной частью Рижского театра юного зрителя (1968—1991). В 1970—1989 годах читал курсы лекций по истории русской литературы и театра на театральном факультете Латвийской государственной консерватории им. Я. Витола.
В 1982 году защитил в Тартуском университете кандидатскую диссертацию «Художественные принципы предреволюционной поэзии Анны Ахматовой» (руководитель- З. Г. Минц). Составитель и комментатор ряда изданий А. А. Ахматовой,  М. А. Кузмина, И. А. Бунина, Н. С. Гумилёва, О. Э. Мандельштама, В. В. Набокова, Владимира Пяста. Заведовал отделом «Memoria» журнала «Даугава» (Рига). Член редколлегии и автор статей семитомного биографического словаря «Русские писатели 1800—1917». В 1988—1991 годах — член редколлегии издания «Литературное наследство».
В 1991 году эмигрировал в Израиль. С марта 1991 года — профессор Еврейского университета в Иерусалиме. В качестве приглашённого профессора читал лекции в Калифорнийском университете, университетах Южной Калифорнии, Индианы, Висконсина, Чикаго и других. Один из основателей (1999) и член редколлегии «Иерусалимского журнала». Член редколлегии российских журналов «Новое литературное обозрение», «Новая русская книга», серий «Литературное наследство» и «Новая библиотека поэта». Член редакционного совета журнала «Русская литература» и международного редсовета журнала «Литературный факт».
В 2006 году удостоен Премии Андрея Белого в номинации «Гуманитарные исследования» за книгу «Анна Ахматова в 1960-е годы» (М.; Toronto: Водолей Publishers; Toronto University Press, 2005) и премии Европейского университета им. Е. Г. Эткинда «За лучшую книгу о русской культуре» 2008 года — за ту же книгу.

## Научная деятельность
Основные направления исследовательской деятельности — история акмеизма и литературной культуры 1910-х годов, русско-еврейские литературные связи, методика источниковедения, дореволюционные театр и кинематограф. Первую научную работу «К анализу Поэмы без героя А. Ахматовой» опубликовал ещё студентом в сборнике «Материалы 22-й научной конференции» (Тарту, 1967). Занимался изучением поэтики Ахматовой, Гумилёва, Мандельштама, Блока, Анненского, их литературного и их творческим окружением.
Занимался также изучением творчества А. С. Пушкина, В. В. Набокова, И. А. Бродского. Автор нескольких сотен работ в литературоведческих и литературных журналах, сборниках научных статей, большая часть которых посвящена русской культуре Серебряного века.

## Основные работы
Книги
- Тименчик Р. Д., Топоров В. Н., Цивьян Т. В. Ахматова и Кузмин (отдельный выпуск журнала: Russian Literature. 1978. Vol. 6. № 3. С. 213—305).
- А. Л. Осповат, Р. Д. Тименчик. «Печальну повесть сохранить…» Об авторе и читателях «Медного всадника». М.: Книга, 1985; 1987 (Судьбы книг).
- Б. А. Кац, Р. Д. Тименчик. Анна Ахматова и музыка: Исслед. очерки. Ленинград: Советский композитор, 1989.
- Тименчик Р. Д. Анна Ахматова в 1960-е годы. М.; Toronto: Водолей Publishers; Toronto University Press, 2005
  - Тименчик Р. Д. Последний поэт: Анна Ахматова в 60-е годы. Издание 2-е, испр. и расшир. — М. — Иерусалим: Мосты культуры / Гешарим, 2014. Т. I—II.
- Тименчик Р. Д. Что вдруг. Статьи о русской литературе прошлого века. Иерусалим: Гешарим / Москва: Мосты культуры, 2008.
- Тименчик Р. Д. Ангелы-люди-вещи: в ореоле стихов и друзей [Избр. статьи 1972—2015 гг.]. Иерусалим: Гешарим / Москва: Мосты культуры, 2016.
- Тименчик Р. Д. Подземные классики: Иннокентий Анненский. Николай Гумилёв. / Ред. В. Нехотин. — М..: Мосты культуры/Гешарим, 2017. — 776 с. ISBN 978-5-93273-402-5
- Тименчик Р. Д. История культа Гумилева — М.: Мосты культуры, 2018. — 640 с

Статьи
- Письма А. А. Ахматовой к В. Я. Брюсову // Записки Отдела рукописей Государственной библиотеки СССР им. В. И. Ленина. Вып. 33. М.: Книга. 1972. С. 272—279. (Совм. с Г. Суперфином.)
- Заметки об акмеизме // Russian Literature (Amsterdam, Netherlands). 1973. № 7/8. С. 23-46.
- К вопросу о монтажных процессах в поэтических текстах // Учёные записки Тартуского университета, 1973, вып. 308.
- Ахматова и Пушкин. Заметки к теме // Учёные записки Латвийского университета. 1974, т. 215. Пушкинский сборник № 2. C. 32-55.
- Автометаописание у Ахматовой // Russian Literature. 1975. № 10-11. C. 213—226.
- Книга К. Ф. Тарановского о поэзии О. Э. Мандельштама // Russian Literature. 1978. Vol. VI (2). С. 197—211. (Совм. с Г. А. Левинтоном).
- О составе сборника Иннокентия Анненского «Кипарисовый ларец» // Вопросы литературы. 1978. № 8. С. 307—316.
- Aхmatova’s «Macbeth» // Slavic and East European Journal. 1980. Vol. 24. № 4. P. 362—368.
- Заметки об акмеизме // Russian literature, 1981, IX, pp. 175—189.
- Текст в тексте у акмеистов // Учёные записки Тартуского университета, 1981, вып. 567. С. 65-75.
- Храм Премудрости Бога: Стихотворение Анны Ахматовой «Широко распахнуты ворота…» // SlavicaHierosolymitana. Vol. V—VI. Jerusalem. 1981. P. 297—317.
- Иннокентий Анненский в неизданных воспоминаниях // Памятники культуры: Новые открытия. Письменность. Искусство. Археология. Ежегодник. 1981. Л.: Наука.1983. C. 61-146. [Совм. с А. Лавровым.]
- Ахматова и Пушкин // Пушкин и русская литература. Рига, 1986.
- К символике трамвая в русской поэзии // Семиотика. Тарту, 1987.
- Тынянов и «литературная культура» 1910-х годов // Тыняновский сборник. Третьи Тыняновские чтения. Рига: Зинатне.1988. С. 159—173.
- Блок и его современники в «Поэме без героя» (Заметки к теме) // Учёные записки Тартуского университета, 1989, вып. 857: Блоковский сборник. С.114-125.
- К описанию поэтической мифологии Ахматовой // Анна Ахматова и русская культура начала XX века. Тезисы конференции. М., 1989, с. 24—25.
- Чужое слово: атрибуция и интерпретация // Лотмановский сборник 2. Москва, 1997. С. 86-99.
- О трудах и днях Ахматовой // Новое литературное обозрение, 1998. № 29. С.409-428.
- К вопросу о снова проклятом прошлом // Новое литературное обозрение. 1998. № 32. С. 199—201.
- «1867» (1975) // Как работает стихотворение Бродского: Из исследований славистов на Западе. М.: НЛО, 2002. С. 100—107.
- Петербург в поэзии русской эмиграции // Звезда. 2003, № 10.
- Поэтика ранней Ахматовой: «повышенная суггестивность» // Consortiumomnisvitae: Сборник статей к 70-летию проф. Ф. П. Федорова. Daugavpils. 2009. С.373-390; перепечатано: Вестник Удмуртского университета. История и филология. 2010. № 4. С.157- 166.
- Из Именного указателя к «Записным книжкам» Ахматовой (к вопросу о технических проблемах комментирования) // Лесная школа: Труды VI Международной летней школы на Карельском перешейке по русской литературе. — Поселок Поляны (Уусикирко) Ленинградской области, 2010. С. 143—172.
- Заметки комментатора. 10. Из новейшихлжебиографий Ахматовой // Литературный факт. 2019. № 2 (13).С. 290—302.
- Early Twentieth-Century Schools of Reading Russian Poetry// Reading Russia. A History of Reading in Modern Russia.Vol. 2.Edited by Damiano Rebecchini and Raffaella Vassena. Milano: Ledizioni. 2020. PP. 241—257
- Школа читателей Мандельштама: Читатели № 1,2,3 // Литература. RusisticaVilnensis. 2020. № 62 (2) С. 59-79.

Составитель и редактор
- Кофейня разбитых сердец. Коллективная шуточная пьеса в стихах при участии О. Э. Мандельштама // Публ. Т. Л. Никольской, А. Г. Меца, Р. Д. Тименчика. Под общ. ред. Р. Тименчика (Stanford Slavic Studies.Vol. 12). Stanford, 1997
- Петербург в поэзии русской эмиграции (первая и вторая волна). Вступительная статья, составление, подготовка текста и примечания Р. Тименчика и В. Хазана. СПб.; Академический проект, 2006. (Новая библиотека поэта, большая серия). 848 с. 800 экз.
- Russophone Periodicals in Israel: A Bibliography. Ed. by Polina Besprozvannaya, Andrei Rogachevskii, and Roman Timenchik. (Stanford Slavic Studies, volume 47.) Stanford, 2016
- Венеция в русской поэзии: Опыт антологии.1888-1972. Составление, сопроводительные тексты, примечания (Совместно с А. Л. Соболевым). М.: Новое литературное обозрение. 2019. 1064 с.